# Stara Fužina
Stara Fužina je naselje v Občini Bohinj.
Stara Fužina je tipična alpska vas z ohranjenimi starimi kmečkimi domovi. Naselbina je obstajala že v predrimski dobi. Med znamenitostmi so Zoisova graščina, Hudičev most s koriti Mostnice, nutnica pri Joštu, Andrejčeva žaga in mlin, stara sirarna, ki je preurejena v Planšarski muzej, cerkev sv. Pavla, Mihovčeva gostilna z lajno iz Česke, morenski lok z Bundrovim in Fužinskim kamnom, rake za pogon mlinov in kovačij in drugo.